# Evinos
Evinos (græsk: Εύηνος) er en 92 kilometer lang flod i det vestlige Grækenland, der løber ud i Patrasbugten. Dens kilder ligger i de nordlige Vardousia-bjerge, nær landsbyen Artotina, Fokis. Floden løber generelt i en sydvestlig retning i det meste af sin længde i Aetolien-Acarnanien. Det løber gennem reservoiret ved Evinosøen, der er cirka 10 km². Floden løber gennem en dyb skovklædt dal med få små landsbyer. I sit lavere løb løber den gennem lavlandet, og munder ud i Patrasbugten 10 km sydøst for Missolonghi. Landsbyen Evinochori nær mundingen har navn efter floden.
På grund af oversvømmelser af området besemte lokalregeringen  at der skulle opføres en ny dæmning nær fire-grænseregionen i det nordlige Nafpaktia. Det tog næsten et år og blev afsluttet i 2003. Området er omkring 5 til 10 km², højden og dybden er cirka 50 m. Den leverer sjældent vand til lokalområdet, men det er det vestligste og nyeste reservoir på vandforsyningslinjen Evinos-Mornos-Yliki-Marathon, der forsyner Athen med vand. Den er forbundet med det eksisterende Mornos-reservoir via en underjordisk 30 km lang rørledning, og derfra videre til Athen.